# Teara lanifer
Teara lanifer är en fjärilsart som beskrevs av Herrich-Schäffer. Teara lanifer ingår i släktet Teara och familjen tandspinnare. Inga underarter finns listade i Catalogue of Life.